# Grand Prix de Wallonie 1978
La 19e édition du Grand Prix de Wallonie a eu lieu le 8 mai 1978. Elle a été remportée par le Belge Willem Peeters.

## Classement final
Willem Peeters remporte la course en parcourant les 219 kilomètres en 5 h 41 à la vitesse moyenne de 38,533 km/h.
| Classement final, | Classement final,      | Classement final, | Classement final,         | Classement final, |
|                   | Coureur                | Pays              | Équipe                    | Temps             |
| ----------------- | ---------------------- | ----------------- | ------------------------- | ----------------- |
| 1er               | Willem Peeters         | Belgique          | Ijsboerke-Gios            | en 5 h 41 min 0 s |
| 2e                | Albert Van Vlierberghe | Belgique          | Flandria-Velda-Lano       |                   |
| 3e                | Jacques Martin         | Belgique          | C&A                       |                   |
| 4e                | Frank Van Impe         | Belgique          | C&A                       |                   |
| 5e                | Jos Van De Poel        | Belgique          | Ijsboerke-Gios            |                   |
| 6e                | Etienne Van Der Helst  | Belgique          | C&A                       |                   |
| 7e                | Ferdinand Bracke       | Belgique          | Old Lords-Splendor-Ksb    |                   |
| 8e                | Dirk Wayenberg         | Belgique          | Ijsboerke-Gios            |                   |
| 9e                | Pierre Sonnet          | Belgique          | Zoppas-Zeus               |                   |
| 10e               | Geert Malfait          | Belgique          | Marc-Zeepcentrale-Superia |                   |
| modifier          |                        |                   |                           |                   |